# Улица Соломии Крушельницкой
Улица Соломии Крушельницкой — улица в Галицком районе Львова, соединяющяя улицу Словацкого с перекрестком улиц Каменщиков и Матейко.

## История
Проложена в 1878 году на месте складов дерева, находящихся на границе Иезуитского парка (ныне Парк имени Ивана Франко). Торжественно открыта в 1880 году. Изначально названная в честь Юзефа Крашевского, популярного в то время польского писателя. Крашевский гостил во Львове в 1867 году и в его честь был устроен торжественный прием в ресторане в вышеупомянутом Иезуитском парке.
В ноябре 1941, во время немецкой оккупации улицу переименовали в Шталльштрассе (нем. Stallstraße). В июле 1944 возвращено старое название — Крашевского, а в 1950 году названа в честь Николая Чернышевского, русского публициста и писателя.
В 1993 году названа в честь известной украинской певицы Соломии Амвросиевны Крушельницкой, которая проживала здесь с 1903 по 1939 годы в собственном доме.
Движение транспорта по улице — одностороннее, в направлении улицы Словацкого.

## Здания
Улица застроена лишь с нечетной стороны. Исключение — дом № 2, который находится посреди парка имени Ивана Франко, что напротив. До середины 1980-х годов на территории парка также находился деревянный кинотеатр «Парк».
№ 1. Доходный дом Яна и Лауры Фрид (Jan, Laura Fried) на углу с улицей Словацкого. Построен в 1883—1884 годах в стиле историзма. Архитектор Альфред Каменобродский. Автор аллегорических скульптур-кариатид на фасаде — Леонард Маркони.
№ 3. Доходный дом построен в 1895—1896 годах. Архитектор Альфред Каменобродский.
№ 5. Дом построен по проекту Анджея Голомба в 1893 году.
№ 11. Доходный дом 1883 год. Архитектор Альфред Каменобродский.
№ 15. Доходный дом построен в 1882—1883 годах в стиле неоренессанса. Проект архитектора Альбина Загурского. Автор скульптурного убранства и соавтор архитектурного проекта — Леонард Маркони.
№ 17. Построенный 1882—1883 для Владислава Ригера по проекту Зигмунта Кендзерського. Леонард Маркони является автором четырех аллегорических скульптур и соавтором архитектурного проекта. С 1898 года дом принадлежал князю Адаму Любомирскому. В настоящее время в доме находится Львовская областная организация Национального союза писателей Украины.
№ 21. Дом Владислава и Камиллы Ригер. Построен в 1877—1878 годах. Архитектор Зигмунт Кендзерський, скульптор и соавтор проекта — Леонард Маркони.
№ 23. Построен в 1884 году. Архитектор Якуб Крох. Фасад украшен аллегорическими статуями Скульптуры и Музыки авторства Леонарда Маркони. В 1978 году на фасаде размещена мемориальная доска (автор Эммануил Мисько), которая сообщает, что здесь проживала великая украинская певица Соломия Крушельницкая, которая в 1903 году купила этот дом. В 1989 году на втором этаже открыт Мемориальный музей Соломии Крушельницкой. 23 сентября 2008 года дом внесен в перечень памятников культурного наследия, не подлежащих приватизации.